# Il metodo antistronzi
(Robert Sutton)
Il metodo antistronzi - Come creare un ambiente di lavoro più civile e produttivo o sopravvivere se il tuo non lo è (titolo originale The No Asshole Rule) è un saggio scritto da Robert Sutton, pubblicato negli Stati Uniti d'America nel 2007.

## Storia
Originariamente scritto in forma di articolo, il lavoro fu pubblicato per la prima volta dalla rivista Harvard Business Review nella sezione "Idee rivoluzionarie" del febbraio 2004.
In Italia è stato pubblicato nel 2007 a cura della casa editrice Elliot edizioni.

## Contenuto
L'opera prende spunto da una serie di episodi realmente accaduti nel mondo accademico e aziendale statunitense per esaminare, alla luce di recenti ricerche sociali, i fattori che risultano più significativamente dannosi per la produttività e la cooperazione negli ambienti di lavoro.
Al di là dei singoli episodi, il saggio tratteggia alcuni principi che, sulla scorta dell'esperienza e delle ricerche, sono risultati utili per contrastare le umiliazioni, le discriminazioni, il mobbing e, in generale, i comportamenti persecutori ed offensivi che possono verificarsi occasionalmente o sistematicamente sui luoghi di lavoro e che comunemente vengono etichettati come "comportamenti da stronzo".

### Il linguaggio
Sutton, come ammette lui stesso già nell'introduzione, piuttosto che optare per una terminologia meglio definita e più asettica, ma forse meno calzante, sceglie volutamente di adottare un linguaggio chiaro e diretto, con una risonanza immediata nell'immaginario:
L'autore effettua una breve disamina di epiteti che sottendono il significato di "gratuitamente cattivo, offensivo, persona che ferisce in modo ottuso e volgare", motivando la sua scelta terminologica. Per esprimere questo concetto, il termine americano (adottato anche nel titolo originale) è asshole, reso nella traduzione italiana con "stronzo" e che, letteralmente, significa "buco di culo" e ha anche sfumature di "stupidamente idiota".
Corrispettivi inglesi del termine potrebbero essere:
- arsehole («stronzo»),
- arse («stronzo»)
- a nasty piece of work («che deficiente!»).

Sinonimi americani di asshole, leggermente meno volgari, potrebbero essere:
- asshat, usato nelle community on line
- assclown, legato alla serie TV inglese The Office.

### Cronache relative astronzicelebri

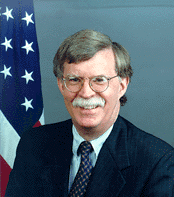
John "Ball Buster" Bolton

Riprendendo implicitamente la distinzione fra "stati" e "tratti" di personalità, Sutton sottolinea che, nella definizione di stronzo, è implicita una costanza e una ripetizione di comportamenti aggressivi ed offensivi, che persistono nel tempo e caratterizzano quindi in maniera netta l'agire di un individuo. In altri termini, proprio la persistenza di motivi comportamentali "da stronzo" consente di discriminare chi "fa lo stronzo" da chi, veramente, "è uno stronzo".
Per esemplificare, l'autore riporta i casi di alcune personalità, molto note negli Stati Uniti, contraddistinte da un carattere impossibile:
- John R. Bolton, detto "Ball Buster" (rompiballe), ambasciatore americano all'ONU nominato dall'amministrazione Bush. Bolton era noto per gli abusi psicologici verso i colleghi - ivi comprese offese riguardanti l'aspetto fisico, la sessualità e il modo di vestire - ma era anche capace di passare alle vie di fatto, scagliando oggetti, prendendo a pugni le porte e comportandosi come un pazzo scatenato.[5]
- Scott Rudin, produttore cinematografico, che fra il 2000 e il 2005 è riuscito a licenziare circa 250 assistenti, più della metà dei quali prima del compimento delle due settimane di lavoro;[6] Rudin è noto per offendere platealmente i collaboratori, anche senza motivo.
- Linda Wachner, ex amministratore delegato della Warnaco Group, nota per le offese a sfondo sessuale, razziale o basate sull'appartenenza etnica. La Wachner era solita chiamare al telefono i collaboratori nel cuore della notte, convocarli al mattino presto e lasciarli ad attendere anche per un'intera giornata.
- Al Dunlap, detto "Chainsaw Al" (sega elettrica) o "Rambo in pinstripes" (Rambo in gessato), ex amministratore delegato della Sunbeam, che trattava i collaboratori con arroganza, sufficienza e ostilità ed era capace di urlare offese per ore e ore.[7]
- Steve Jobs: il presidente di Apple Inc. fece una scenata e obbligò a ridipingere tutti i furgoni dell'azienda in quanto - a suo dire - la tonalità di bianco usata per la loro verniciatura non corrispondeva al bianco con cui erano state dipinte le pareti esterne dell'azienda.

Questi casi eccellenti vengono contornati da una pletora di esempi legati a personaggi minori: prepotenze ed abusi commessi da normali dirigenti o semplici professionisti, talvolta rimasti anonimi oppure assurti agli onori delle cronache solo a causa di procedimenti penali o pubbliche denunce. Agghiacciante, ad esempio, il caso di una segretaria dello studio legale Baker McKenzie, che, tartassata da un membro dello studio per un ridicolo debito di quattro sterline, gli rispose alla fine via e-mail:
 Le e-mail fecero il giro di Internet e l'avvocato, Phillips, fece pubblica ammenda sul quotidiano Daily Telegraph dopo aver dato le dimissioni dallo studio.
Tutto questo materiale viene utilizzato da Sutton per mostrare quanto risultino devastanti gli abusi commessi dagli stronzi, non solo sulle vittime, ma anche su loro stessi. La maggior parte dei personaggi citati ha compromesso i risultati professionali, o l'intera carriera, giustappunto a causa dei propri comportamenti assurdi. Nel 2005, cioè un anno prima che John "Ball Buster" Bolton terminasse il suo mandato alle Nazioni Unite, il quotidiano newyorkese The Village Voice pubblicò un articolo dal titolo: "Cercasi stronzo integrale per incarico di ambasciatore alle Nazioni Unite", sottolineando che, se il successore di "Ball Buster" fosse voluto restare in linea col suo predecessore, egli avrebbe dovuto possedere la stessa capacità di produrre «una scia di colleghi alienati ed idee ridicole».

## Edizioni
- Robert I. Sutton, Il metodo antistronzi, traduzione di Fabrizio Saulini, I ed., collana Antidoti, Elliot Edizioni, 2007,  pp. 223, cap. 7, ISBN 978-88-6192-009-5.